# Sixième circonscription de Hokkaidō
La sixième circonscription de Hokkaidō (北海道第6区, Hokkaidō dai-roku-ku) est l'une des douze circonscriptions législatives que compte la préfecture de Hokkaidō au Japon.

## Description géographique
Entre 1994 et 2002, la sixième circonscription de Hokkaidō correspondait à la ville d'Asahikawa. 
Depuis 2002, elle comprend les villes d'Asahikawa, Shibetsu, Nayoro et Furano et le reste de la sous-préfecture de Kamikawa à l'exception, entre 2013 et 2017, du bourg de Horokanai,,,.

## Députés
| Législature | Début de mandat | Fin de mandat | Député élu           | Parti politique | Parti politique |
| ----------- | --------------- | ------------- | -------------------- | --------------- | --------------- |
| 41e         | 1996            | 2000          | Hidenori Sasaki (ja) |                 | PDJ             |
| 42e         | 2000            | 2003          | Hidenori Sasaki (ja) |                 | PDJ             |
| 43e         | 2003            | 2005          | Hiroshi Imazu (ja)   |                 | PLD             |
| 44e         | 2005            | 2009          | Takahiro Sasaki (ja) |                 | PDJ             |
| 45e         | 2009            | 2012          | Takahiro Sasaki (ja) |                 | PDJ             |
| 46e         | 2012            | 2014          | Hiroshi Imazu        |                 | PLD             |
| 47e         | 2014            | 2017          | Takahiro Sasaki      |                 | PDJ             |
| 48e         | 2017            | 2021          | Takahiro Sasaki      |                 | PDC             |
| 49e         | 2021            | 2024          | Kuniyoshi Azuma (ja) |                 | PLD             |
| 50e         | 2024            | -             | Kuniyoshi Azuma (ja) |                 | PLD             |